# Vester Vedsted
Vester Vedsted – miasto w Danii, w regionie Dania Południowa, w gminie Esbjerg.